# Lodo Grande
Lodo Grande es una localidad del estado mexicano de Guerrero. Es parte del municipio de Chilapa de Álvarez.

## Demografía
| Gráfica de evolución demográfica |
|                                  |

| Censo | Población |
| ----- | --------- |
| 1900  | 254       |
| 1910  | 339       |
| 1921  | 679       |
| 1930  | 475       |
| 1940  | 550       |
| 1950  | 698       |
| 1960  | 547       |
| 1970  | 607       |
| 1980  | 711       |
| 1990  | 860       |
| 2000  | 867       |
| 2010  | 1 035     |
| 2020  | 1 046     |